# Porzsolt Kálmán
Barátosi Porzsolt Kálmán (Ludas, 1860. november 10. – Budapest, 1940. április 8.) író, újságíró, színigazgató; a Petőfi Társaság tagja. Porzsolt Gyula, Porzsolt Jenő és Porzsolt Lajos testvére. Írói álneve: Parlaghy Kálmán.

## Pályája
Barátosi Porzsolt Benő és Vendrinszky Mária fia. Középiskoláit Budapesten és Kecskeméten, a bölcseletet a budapesti egyetemen végezte. A testnevelés reformjának programját ő állította össze és annak propagálására 1884-ben testvérével, Porzsolt Jenővel Herkules címmel szaklapot alapított. A múzeumok, könyvtárak és képtárak szaporítása érdekében szervezte az Országos Múzeum- és Könyvtárbizottságot és Tanácsot. Számos népkönyvtárat létesített. Széll Kálmán társaságában létrehozta a Dunántúli Közművelődési Egyesületet, melynek éveken át főtitkára, az Országos Múzeum- és Könyvtárbizottságnak pedig előadó titkára volt. 1894 végén Szana Tamástól átvette és 1897-ig végezte a Fővárosi Lapok szerkesztését, abból politikai napilapot csinált.
1891. szeptember 14-én Budapesten, a Kálvin téri református templomban feleségül vette Lukács Juliska színésznőt; a tanúk Porzsolt Ernő (1854–1921) építész és Porzsolt Benő miniszteri hivatalnok voltak. 1905-ben váltak el. Második felesége, Gazsi Mariska szintén színésznő volt, vele 1905. december 4-én kötött házasságot Budapesten.
1897 januárjában megkapta a Népszínház bérleti jogát és októberben az igazgatást is átvette. 1902-ben ismét kibérelte a színházat, de attól 1904-ben anyagi okok miatt meg kellett válnia. Haláláig a Pesti Hírlap belső munkatársaként dolgozott. A magyar színművek kultuszát propagálta és több pályadíjat tűzött ki a Népszínházban és a Nemzeti Színházban is.
Írói pályáját 1876-ban kezdte, szépirodalmi munkásságát főként elbeszélések jellemzik. Regényeiben keserű világfelfogással mutatta be élesen megfigyelt alakjait. Több drámai pályadíjat nyert. Színikritikusnak is a nevesebbek közül való. Ezernél több irodalomtörténeti, képzőművészeti, oktatásügyi és általában kultúrpolitikai cikket írt a lapokba.

## Írásai
Cikkei a Figyelőben (IX. 1880. Petőfi „Őrült”-je, 1882. Magyar írói álnevek, 1884. Egy év irodalma 1883., Irodalmi szemle); a Pesti Hirlapban (1880. 254. sz. A magyar Horatius, a Virág-ünnep alkalmából, 1882. 189. sat. sz. A Maros mentén, útinaplómból, 325. sz. Munkácsy Flóráról és Feleky Miklósról); a Magyarország és a Nagyvilágban (1880. Emlékezés Katona Józsefre, Kisfaludy Károly halálának félszázados emléknapján, 1881. Jankó János pongyolában); a Honban (1880. 105. sz. Egy szerencsétlen költő: Katona József, 233. Tudományos kirándulások, 320. A vidéki sajtó, 1882. 98. sz. Jankó János); a Függetlenségben (1882. 47. sz. Kritikánk); a Nemzetben (1884. 304. sz. Horvát Cyrill sat.); a Nemzeti Ujságban (1883. 50. sz. színmű ismertetés); az Arad és Vidékében (1884-1886., 1888. elbeszélések, rajzok); a Szabadelvű Naptárban (1885. Magyarország sportja); a Képes Családi Lapokban (1885-86. elb.); a Magyar Szalonban (VIII. 1888. Az utolsó ujdonság, 1902. Az új népszinház); a Magyar Könyvszemlében (1894. P. a múzeumok titkára felterjesztése, 1901. Múzeumok ...); a Fővárosi Lapokban (1895. 351. sz. A könyv); B. Virágh Géza, A magyar szinművészetben (1900. A leghálátlanabb szerep). Az 1890-es években a Nemzet főmunkatársa volt, öt évig erős harcot folytatott a liberális reformok mellett.

## Munkái
- A párbaj. Színmű egy felvonásban. Bpest, 1881 (Nemzeti Szinház Könyvtára 139. Először adatott a bpesti nemzeti színházban márc. 2. Ism. P. Napló 64., Ellenőr 129. sz. Beöthy Zsolt, Szinműírók 161. l.)
- Szerencsétlen furulyások. Elbeszélések. Uo. 1884
- A sport-világból. Elbeszélések. Uo. 1885. (Herkules-Könyvtár IV. Többekkel együtt)
- A viharos élet. Elbeszélés. Uo. 1886. (Ism. Nemzet 312., Budapesti Hirlap 309. sz.)
- A testgyakorlati oktatás rendszere. A testgyakorlat oktatásra vonatkozó törvények és rendeletek gyűjteményével. Uo. 1887. (Herkules Könyvtár VII.)
- Sport és szerelem. Elbeszélések. Uo. 1887. (Németre ford. Kohut Adolf. Kirchhain, 1891)
- Fürdői emlékek. Elbeszélések. Uo. 1887
- Kártyajátékok könyve. Parlaghy Kálmán álnéven, Uo. 1888
- Az irodában. Monolog. Uo. 1889. (Monológok 25.)
- Fürdők és nyaralóhelyek a Dunántúlon. Ugyanott, 1893-95. (Sziklay Jánossal együtt)
- A dunántúli közművelődési egyesület I. Évkönyve. (Az alakulás története) 1890. máj. – 1892. máj. II. Évkönyv 1892-1893. III. Évkönyv 1893-94.
- Gyermekkirály (Színmű, Bp., 1900)
- Az asszony. (Színmű, Bp., 1906)
- Iskolatársak. (Vígjáték. Bp., 1907)
- Kártyajátékok könyve. A legelterjedtebb hazai és külföldi kártyajátékok leírása; bev. Mokány Berci; 2., jav., bőv. kiad.; Lampel, Bp., 1907
- Egy nyugalmazott gavallér emlékiratai. (Bp., 1913)
- Zsolt Esti Levelei. (Bp., 1913)
- Embervásár (Elbeszélések. Bp., 1913)
- Festett világ (Elbeszélések. Bp., 1913)
- A szerelem könyve (Regény. Bp., 1923)
- Parlaghy Kálmán: Kártyajátékok könyve; Pytheas, Bp., 2008 (hasonmás, eredeti: 1889)